# Tricorythidae
Tricorythidae je čeleď jepic (Ephemeroptera). Jako první tuto čeleď popsal Lestage v roce 1942. Nymfy z čeledi Tricorythidae žijí ve sladké vodě. Dospělci žijí pouze krátce a nepřijímají potravu.

## Morfologie
Dospělci jsou malé až středně velké jepice s délkou křídel 3 až 9 mm a se štíhlým tělem. Barva těla je od černé po tmavě hnědou. Samečci mají první pár končetin stejně dlouhý jako je délka jejich těla. Složené oči jsou u obou pohlaví spíše malé. Zadní křídla jsou redukovaná.
Nymfy jsou podlouhlé, silnější se zakulacenou hlavou s drobnýma složenýma očima. Nohy mají silné a středně dlouhé s extrémně dlouhými zakřivenými drápky. Tracheální žábry umístěné na zadních článcích těla jsou velké a  mají tvar trojúhelníku. Nymfy dosahují délky 3 až 10 mm.

## Chování
Nymfy žijí v tekoucích vodách nebo ve stojaté vodě v oblasti pláží, nejlépe na písčitém dně, ale žijí i mezi rostlinami. Lezou po dně a špatně plavou. Jejich vývoj je poměrně rychlý, běžně mají tyto jepice během léta dvě generace. Mohou však mít poměrně dlouhou diapauzu. Dospělci se líhnou brzy ráno, samci o něco dříve než samice a často se rojí uprostřed dne. Dospělí jedinci nepřijímají potravu.

## Systematika
Do čeledi Tricorythidae se řadí pět rodů:
- Madecassorythus (Elouard a Oliarinony, 1997)
- Ranorythus (Oliarinony a Ellouard, 1997)
- Sparsorythus (Stroka a Soldán, 2008)
- Spinirythus (Oliarinony a Elouard, 1998)
- Tricorythus (Eaton, 1868)